# Ungerns herrjuniorlandslag i ishockey
Ungerns herrjuniorlandslag i ishockey representerar Ungern i ishockey för herrjuniorer. Laget spelade sin första landskamp den 5 mars 1980 i Klagenfurt under juniorvärldsmästerskapets B-grupp, och förlorade då med 3-19 mot Österrike.

### Fotnoter
1. ↑  ”Championnat du monde 1980 des moins de 20 ans”. Hockeyarvhives. 1979-1980. http://www.passionhockey.com/hockeyarchives/U-20_1980.htm. Läst 15 december 2013.